# Lipotriches patellifera
Lipotriches patellifera är en biart som först beskrevs av John Obadiah Westwood 1875.  Lipotriches patellifera ingår i släktet Lipotriches och familjen vägbin. Inga underarter finns listade i Catalogue of Life.